# 聖書の無誤性に関するシカゴ声明
聖書の無誤性に関するシカゴ声明（せいしょのむごせいにかんするしかごせいめい、The Chicago Statement on Biblical Inerrancy）は、 キリスト教の聖書的、教理的、神学的な声明。1978年10月、 200人を超える福音主義の指導者が一堂に会したシカゴ会議で発表された。 

## 内容
声明は、自由主義神学（リベラル派）の傾向から、聖書の無誤性 (Biblical inerrancy) を防衛することを意図するものであった。
声明に署名した神学者の中には、J・I・パッカー、カール・ヘンリー、フランシス・シェーファーらがおり、福音派の著名な神学者が名を連ねていた。
声明は序文、要約声明、主張と否定の諸条項からなる。19ある諸条項で「われわれの見解を明らかにするとともに、否定論に対しては警告することによって、聖書の無誤性をあらためて主張するものである。」としている。
声明の中で無誤性は、写本ではなく、聖書の原典にのみ適用されると述べた。
シカゴ声明は、日本の福音主義教会において聖書信仰として確認された。日本プロテスタント聖書信仰同盟 (JPC) の総会は、聖書論論争を経て、1987年2月5日に聖書の権威に関する宣言を発表した。

## 批判
世界基督教統一神霊協会は、聖書の無誤性に関するシカゴ声明を批判している。

## 参考
- 『福音主義キリスト教と福音派』宇田進（翻訳文を収録）ISBN 4264014239 いのちのことば社
- 『日本における福音派の歴史』中村敏 ISBN 4264018269 いのちのことば社
- 『日本キリスト教宣教史』中村敏 いのちのことば社
- Explaining Inerrancy: A Commentary（解説,英文）ロバート・チャールズ・スプロール

## 関連
- 福音主義
- 福音派
- 聖書信仰
- 聖書の無誤性